# Manchester (New Hampshire)
Manchester az amerikai New Hampshire tagállam legnagyobb városa és Hillsborough megye megyeszékhelye.
A nevét Anglia egyik leghíresebb városáról, Manchesterről kapta. Először a pennakú (pennacook) indiánok éltek itt. Őróluk egy falut is elneveztek. Az USA Új-Anglia régiójának északi részének legnagyobb városa, mintegy száztizenháromezer fős lakosságával. A Forbes szerint itt az adók rendkívül alacsonyak, csak Anchorage vetekszik vele a legkevesebb adó címéért. Külön még említendő, hogy New Hampshire államhoz képest itt a megélhetőség igen magas.

## Népesség
| Lakosok száma | 107 219 | 109 565 | 115 644 |
|               | 2000    | 2010    | 2020    |